# Wilhelm Paszkiewicz

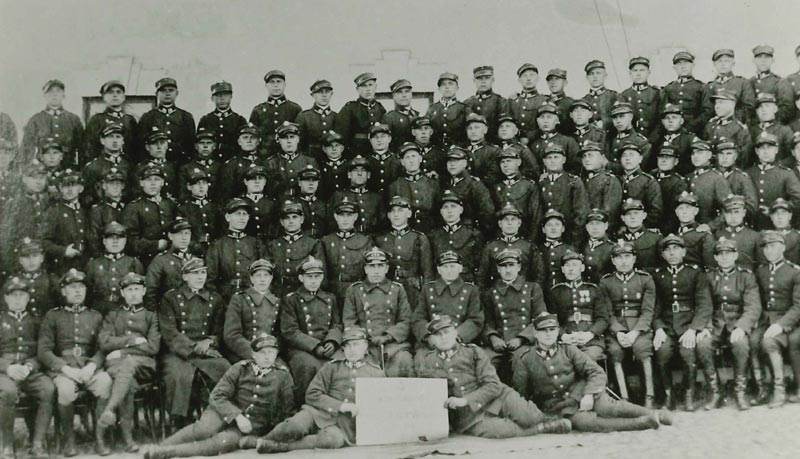
1 kompania strzelecka 14 pp w 1933 roku. W środku siedzi dowódca pułku – płk Ignacy Misiąg. Na prawo od niego dowódca kompanii – kpt. Jan Fleischmann i ppor. Ryszard Jagiełło. Na lewo siedzą dowódca I batalionu – mjr Wilhelm Paszkiewicz, ppor. Władysław Stepokura i ppor. Leonard Królak.

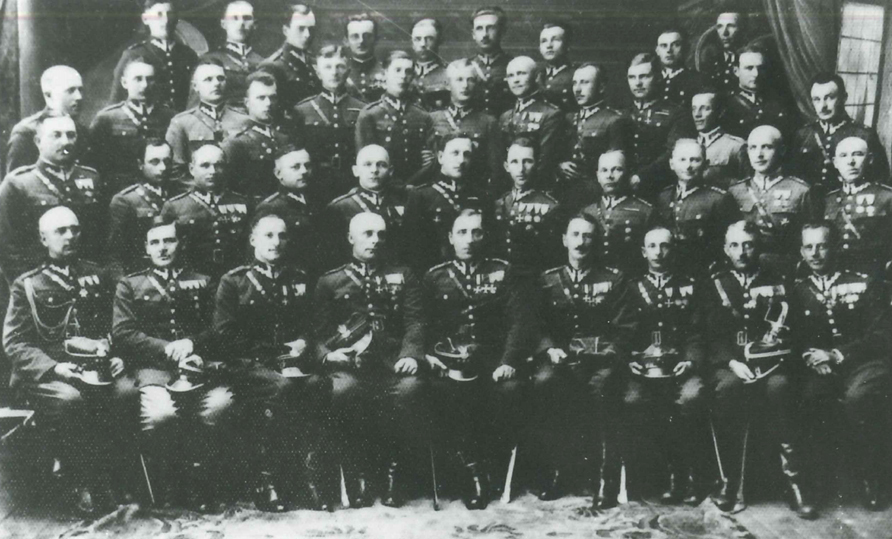
Korpus oficerski 14 pp w dniu 11 listopada 1933. Siedzą od prawej: mjr Wilhelm Paszkiewicz, mjr Stanisław Pietrzyk, mjr Stanisław Brzeziński-Dunin, ppłk Hugo Mijakowski (z-ca d-cy pułku), płk Ignacy Misiąg (były d-ca pułku), ppłk Franciszek Sudoł (d-ca pułku), mjr Aleksander Fiszer, mjr Aleksander Zabłocki i kpt. Marian Matera (adiutant pułku).

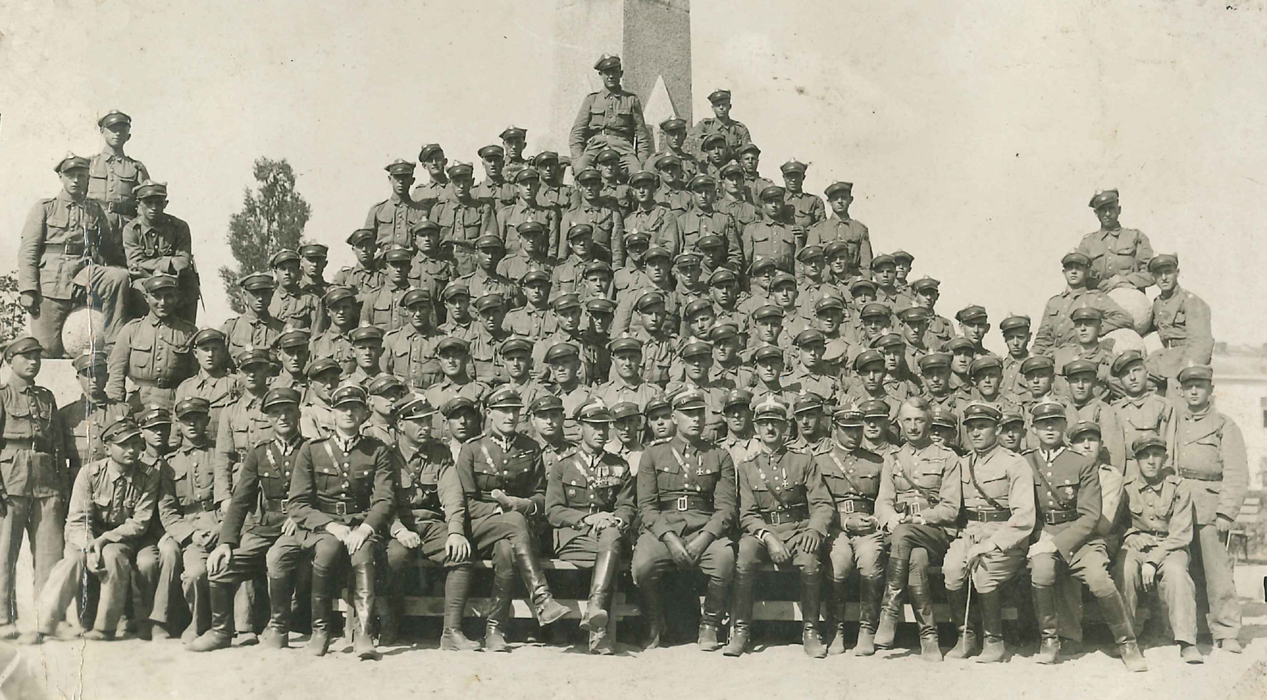
Rok 1934 – 3 kompania 14 pp, mistrzowska w strzelaniu w 4 Dywizji Piechoty. W I rzędzie siedzą od prawej: 2 – ppor. Stanisław Domagalski, 3 – mjr Stanisław Pietrzyk, 4 – kpt. Michał Naziembło, 5 – ppłk Hugo Mijakowski, 6 – ppłk Franciszek Sudoł, 7 – mjr Wilhelm Paszkiewicz, 8 – mjr Aleksander Fiszer.

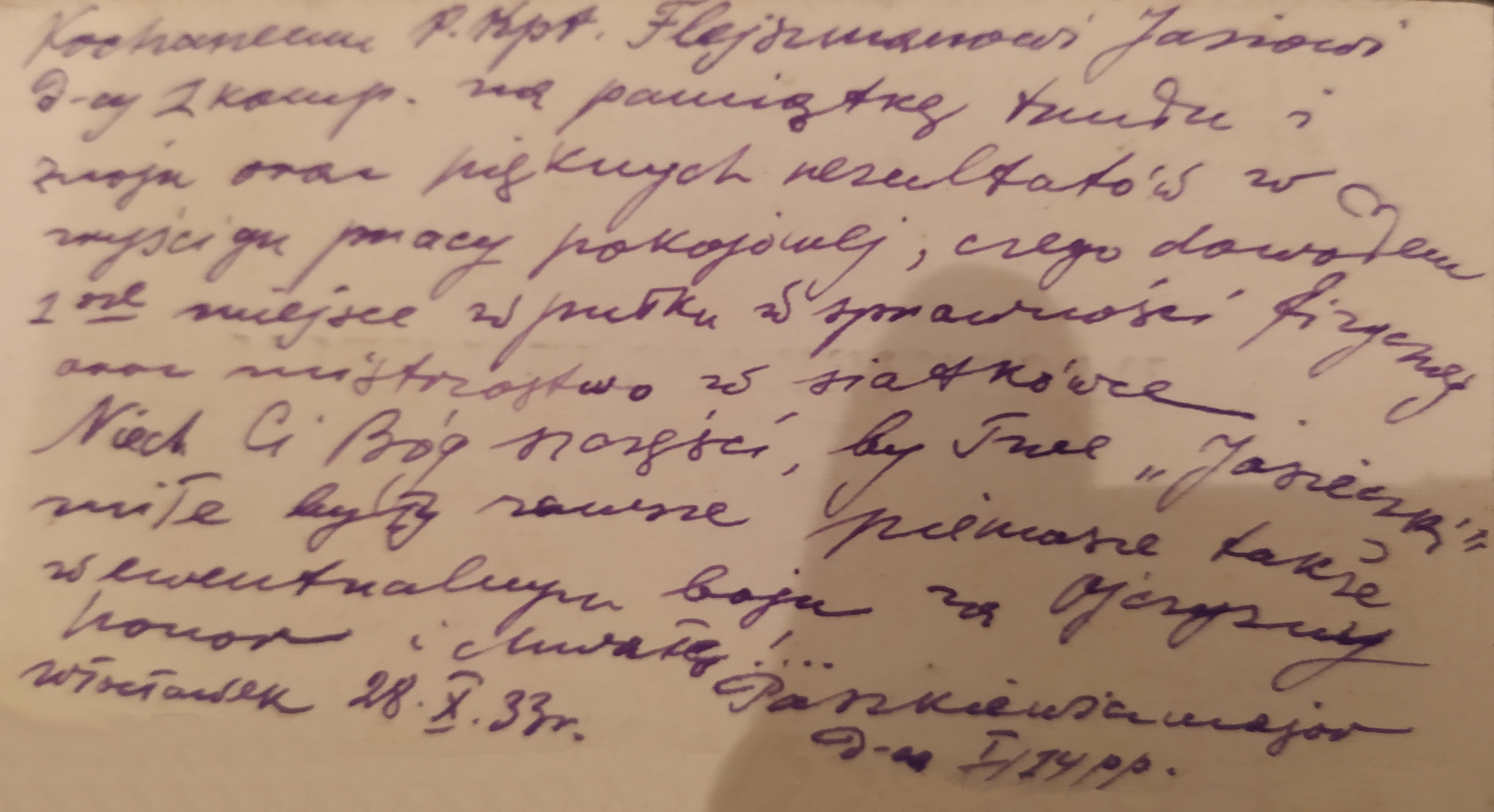
Dedykacja mjr. W. Paszkiewicza dla kpt. Jana Fleischmanna (28 października 1933).

Wilhelm Paszkiewicz (ur. 6 maja 1894 w Wasiliszkach, zm. wiosną 1940 w Charkowie) – podpułkownik dyplomowany piechoty Wojska Polskiego, ofiara zbrodni katyńskiej.

## Życiorys
Syn Leonarda, felczera, i Justyny z domu Tabeńskiej. Pochodził z wielodzietnej rodziny. Miał dwie młodsze siostry: Wandę i Teresę oraz sześciu braci, w tym: Wacława, Mieczysława, który był (księdzem) oraz Gustawa, późniejszego generała Wojska Polskiego. Żoną Wilhelma została Janina z domu Wroczyńska (ur. 3 kwietnia 1903), która zmarła w styczniu 1926 r. w Klecku, w wyniku nieszczęśliwego postrzału z broni palnej. Jego pradziadek był więźniem politycznym władz carskich, którego dzieci zostały zesłane na Syberię za udział w powstaniu styczniowym.
W latach 1904–1914 uczył się w gimnazjum w Wilnie, podczas nauki brał udział w strajku szkolnym (1905). Po zdaniu matury rozpoczął studia na Wydziale Prawnym uniwersytetu w Petersburgu. Był członkiem tajnych organizacji niepodległościowych, które przekształciły się w Polską Organizację Wojskową. W dniu 1 maja 1916 r. został powołany do armii rosyjskiej, w której ukończył szkołę wojskową w Kijowie. W 1917 r. był członkiem Naczelnego Polskiego Komitetu Wojskowego (Naczpolu) w Petersburgu. W armii carskiej służył do 1 października 1917 r. Od października tr. pełnił służbę w I Korpusie Polskim – początkowo w Wydziale Mobilizacyjnym (u ppłk. Tadeusza Lechnickiego), a następnie w 2 Legii Rycerskiej. Przez sąd wojenno-rewolucyjny w Rewlu został zaocznie skazany, za działalność niepodległościową, na karę śmierci. Ponownie złapany pod Połockiem – w obu przypadkach udało mu się uciec. Po rozformowaniu I Korpusu kontynuował do listopada 1918 r., na Uniwersytecie Warszawskim, przerwane studia. W listopadzie 1918 r. czynnie uczestniczył w rozbrajaniu Niemców, przez kilka dni zajmował stanowisko komendanta obwodu i stacji Łaskarzew. Brał udział w walkach z Niemcami pod Kobylanami k. Brześcia nad Bugiem.
Następnie wstąpił ochotniczo do Wojska Polskiego. Z dniem 8 grudnia 1918 r. został na mocy rozkazu Szefa Sztabu Generalnego – gen. dyw. Stanisława Szeptyckiego – przydzielony (w randze porucznika) do Szkoły Oficerskiej w Dęblinie. Brał udział w wojnie polsko-bolszewickiej w szeregach 34 pułku piechoty, a pod koniec wojny objął dowodzenie nad 4 kompanią karabinów maszynowych 55 pułku piechoty. Podczas dowodzenia tą kompanią: „16 września 1920 r. oddziały II baonu obsadzały Laskowo mając w rezerwie 4 kompanię kaemów z por. Paszkiewiczem na czele. Nieprzyjaciel okrążył polskie pozycje. Por. Paszkiewicz, zorientowawszy się w powadze sytuacji, wycofał rezerwy na dogodne pozycje, następnie przyjął na swoją kompanię główne natarcie przeważającego liczebnie nieprzyjaciela, wytrzymując przez godzinę wszystkie ataki. Nieprzyjaciel nie zdołał posunąć się ani na krok. W rezultacie kontrakcji por. Paszkiewicz zdobył 3 kaemy, 200 jeńców i pozostawił na polu wielu zabitych wrogów”. Za czyn ten został w późniejszym okresie odznaczony Krzyżem Srebrnym Orderu Wojskowego Virtuti Militari nr 65.
Po zakończeniu działań wojennych pozostał w wojsku i do 1924 r. pełnił służbę w 55 pułku piechoty. Dekretem Naczelnika Państwa i Wodza Naczelnego z dnia 3 maja 1922 r. (L. 19400/O.V.) został zweryfikowany w stopniu kapitana piechoty ze starszeństwem z dniem 1 czerwca 1919 r. i 1373. lokatą. W roku 1923 zajmował 1252. lokatę na liście starszeństwa kapitanów piechoty, a w roku 1924 była to już 795. lokata. Był wówczas odznaczony Orderem Virtuti Militari oraz czterokrotnie Krzyżem Walecznych. W roku 1923 został przez przełożonych odkomenderowany na studia na Uniwersytecie Warszawskim. Z chwilą utworzenia w 1924 r. Korpusu Ochrony Pogranicza Wilhelm Paszkiewicz został przeniesiony do tej formacji.
Początkowo pełnił służbę w 9 batalionie KOP „Kleck”. W kwietniu 1925 r. został wyznaczony do zdawania drugiego egzaminu sprawdzającego do Wyższej Szkoły Wojennej, który odbywał się przy macierzystym Dowództwie Okręgu Korpusu. W listopadzie 1925 r. został ponownie wyznaczony (jako nadetatowy oficer 55 pp pełniący służbę w KOP-ie) do zdawania egzaminu przedwstępnego do Wyższej Szkoły Wojennej na kurs normalny 1926/28. Z dniem 25 lutego 1926 r. przeniesiono go (etatowo, służbowo i gospodarczo) z 9 batalionu „Kleck” do 6 Brygady KOP i przydzielono do 22 batalionu „Troki”. W dniu 22 marca 1926 r., po zdaniu egzaminu przedwstępnego, ogłoszono powołanie kpt. Wilhelma Paszkiewicza do zdawania egzaminu wstępnego do Wyższej Szkoły Wojennej na kurs 1926/28. Na początku grudnia tegoż roku przeniesiony został, bez zwrotu kosztów za przesiedlenie, do 24 batalionu KOP „Sejny”.
W sporządzonym na przełomie 1926 i 1927 roku przez Szefa Departamentu Piechoty Ministerstwa Spraw Wojskowych płk. Szt. Gen. Józefa Zamorskiego „Wykazie imiennym poruczników i kapitanów – dowódców kompanii i baonów na froncie” – zaliczono kpt. Wilhelmowi Paszkiewiczowi 20-miesięczny okres dowodzenia kompanią (czas dowodzenia oddziałami bojowymi na froncie obliczano od dnia 1 czerwca 1919 r. do dnia 1 marca 1921 r.).
Zarządzeniem Prezydenta Rzeczypospolitej Ignacego Mościckiego z dnia 18 lutego 1928 r. został awansowany do stopnia majora ze starszeństwem z dniem 1 stycznia 1928 roku i 113. lokatą w korpusie oficerów piechoty. Na dni 1 i 2 maja 1928 r. został ponownie powołany (przez Szefa Sztabu Generalnego – gen. dyw. Tadeusza Piskora) do składania egzaminu wstępnego do Wyższej Szkoły Wojennej na kurs normalny 1928/30. W dniu 10 czerwca tegoż roku rozpoczął służbę w 1 Brygadzie KOP „Wołyń” na stanowisku komendanta Szkoły dla Podoficerów Zawodowych Piechoty KOP. W roku 1928 jako oficer KOP-u przynależał macierzyście do kadry oficerów piechoty. W dniu 3 września 1928 r. został wyróżniony Odznaką pamiątkową Korpusu Ochrony Pogranicza „Za Służbę Graniczną”.
Po ukończeniu (w grudniu 1928 r.) Wydziału Prawa Uniwersytetu Stefana Batorego w Wilnie uzyskał dyplom magistra praw. W lutym 1929 r. został przeniesiony z dyspozycji dowódcy 1 Brygady KOP do 6 Brygady KOP „Wilno”, na stanowisko dowódcy Szkoły Podoficerów Niezawodowych 6 Brygady KOP. Zarządzeniem Ministra Spraw Wojskowych z 23 grudnia 1929 r., po odbyciu przewidzianego stażu liniowego (staż ten odbył w dniach od 1 lipca do 14 września 1929 r. w 1 pułku artylerii polowej) i ukończeniu kursu próbnego, major Paszkiewicz został przyjęty do Wyższej Szkoły Wojennej w Warszawie, w charakterze słuchacza 2 letniego kursu 1929/31 (X Kurs Normalny). W roku 1930, przebywając na kursie w WSWoj., zajmował 485. lokatę na liście starszeństwa majorów piechoty (była to 106. lokata w starszeństwie). Z dniem 1 września 1931 r., po ukończeniu kursu i otrzymaniu dyplomu naukowego oficera dyplomowanego, został przeniesiony do włocławskiego 14 pułku piechoty na stanowisko dowódcy batalionu. W 1932 roku zajmował 92. lokatę wśród majorów piechoty w swoim starszeństwie. Na dzień 1 lipca 1933 r. zajmował w swoim starszeństwie, jako major dyplomowany, 88. lokatę (była to jednocześnie 329. lokata łączna wśród majorów piechoty). We wrześniu 1933 r. dowodził I batalionem 14 pp i w tym samym okresie był wykładowcą wiedzy obywatelskiej na dywizyjnym kursie instruktorskim dla oficerów 4 Dywizji Piechoty (powołanym przy włocławskim pułku). Dowodzony przez niego I batalion 14 pp zajął w 1934 roku I miejsce w zawodach strzeleckich 4 Dywizji Piechoty. Na dzień 5 czerwca 1935 r. zajmował 234. lokatę łączną wśród majorów piechoty (była to 69. lokata w starszeństwie).
Z dniem 31 sierpnia 1935 r. został przeniesiony (zarządzeniem Kierownika Ministerstwa Spraw Wojskowych – gen. bryg. Tadeusza Kasprzyckiego) z 14 pułku piechoty, na stanowisko dowódcy batalionu w 81 pułku piechoty stacjonującym w Grodnie. Następnie otrzymał przydział do Dowództwa Obrony Przeciwlotniczej Ministerstwa Spraw Wojskowych, a od dnia 17 października 1938 r. pełnił służbę jako kierownik Samodzielnego Referatu Bezpieczeństwa w Dowództwie Okręgu Korpusu Nr IX w Brześciu. Awansowany do stopnia podpułkownika dyplomowanego piechoty został ze starszeństwem z dniem 19 marca 1939 r. i 11. lokatą. Na dzień 23 marca 1939 r. nadal zajmował stanowisko kierownika Samodzielnego Referatu Bezpieczeństwa Wojennego w DOK Nr IX.

W czasie wojny obronnej Polski 1939 r. oraz agresji ZSRR na Polskę był dowódcą zgrupowania „Jasiołda” wchodzącego w skład Samodzielnej Grupy Operacyjnej „Polesie”. W końcu września dostał się do niewoli sowieckiej. Był przetrzymywany w obozie w Starobielsku. Wiosną 1940 r. wraz z jeńcami osadzonymi w Starobielsku został przewieziony do Charkowa i rozstrzelany przez funkcjonariuszy Obwodowego Zarządu NKWD w Charkowie oraz pracowników NKWD przybyłych z Moskwy – na mocy decyzji Biura Politycznego KC WKP(b) z 5 marca 1940 r., a następnie pogrzebany w bezimiennej, zbiorowej mogile w Piatichatkach, gdzie od 17 czerwca 2000 r. mieści się oficjalnie Cmentarz Ofiar Totalitaryzmu w Charkowie. Figuruje na Liście Starobielskiej NKWD pod poz. 2560.
5 października 2007 r. minister obrony narodowej Aleksander Szczygło – decyzją nr 439/MON – mianował go pośmiertnie na stopień pułkownika. Awans został ogłoszony 9 listopada 2007 r. w Warszawie, w trakcie uroczystości „Katyń Pamiętamy – Uczcijmy Pamięć Bohaterów”.

## Ordery i odznaczenia
- Krzyż Srebrny Orderu Wojskowego Virtuti Militari nr 65 (19 lutego 1922)[40]
- Krzyż Walecznych czterokrotnie – nadany po raz 3 i 4 Rozkazem MSW z 1921 r. (L. 2142)[41]
- Srebrny Krzyż Zasługi (29 października 1926)[42][43]
- Medal Pamiątkowy za Wojnę 1918–1921[44]
- Medal Dziesięciolecia Odzyskanej Niepodległości[44]
- Odznaka pamiątkowa Korpusu Ochrony Pogranicza „Za Służbę Graniczną (3 września 1928)[44]
- Państwowa Odznaka Sportowa[44]
- Medal Zwycięstwa („Médaille Interalliée”)[17]

## Upamiętnienie
W ramach akcji „Katyń... pamiętamy” / „Katyń... Ocalić od zapomnienia”, w maju 2009 r. Wilhelm Paszkiewicz został uhonorowany poprzez zasadzenie Dębu Pamięci przy Szkole Podstawowej im. mjr Henryka Sucharskiego w Mazowszu.